# Mar de Filipinas
El Mar de Filipinas es un mar marginal de la parte occidental del Océano Pacífico. Ocupa una superficie aproximada de 5.000.000 km² (1.930.510 mi²) lo que lo convierte en el mar más extenso del mundo. Hace frontera en el occidente con la primera cadena de islas que comprende a China Taipéi en el oeste, las islas Ryūkyū en el noroeste, y en el suroeste limita con las provincias filipinas de Luzón, Catanduanes, Samar, Leyte y Mindanao Musulmán; sus fronteras al norte delimitadas por las islas japonesas de Honshu, Shikoku y Kyūshū. En su parte oriental hace frontera con la segunda cadena de islas al este que comprende las Islas Bonin e Iwo Jima en el noreste, las islas Marianas en el este, y las Islas Carolinas en el sureste; su frontera al sur con la isla Morotai de Indonesia. 
El mar está formado por una cuenca estructural producto de fallas geológicas y presenta arcos insulares producto a la actividad de las placas tectónicas en la zona. Características destacadas del Mar de Filipinas es la presencia de la Fosa de Filipinas y la Fosa de las Marianas, que en sí contiene el punto más profundo del planeta. También destaca la presencia de conflicto en la zona, en 1944, durante la Segunda Guerra Mundial, fue el escenario de una batalla naval entre los Estados Unidos y Japón, la batalla del mar de Filipinas.

## Delimitación de la IHO
La máxima autoridad internacional en materia de delimitación de mares a efectos de navegación marítima, la Organización Hidrográfica Internacional («International Hydrographic Organization, IHO), considera el mar de Filipinas como un mar. En su publicación de referencia mundial, «Limits of oceans and seas» (Límites de océanos y mares, 3.ª edición de 1953), le asigna el número de identificación 34 y lo define de la forma siguiente:

Es el área del océano Pacífico Norte frente a las costas orientales de las islas Filipinas. Está limitado:
En el oeste. Por el límite oriental del archipiélago de las Indias Orientales (48), el mar de China Meridional (49) y el mar de China Oriental (50).
En el norte. Por la costa sureste de Kyushu, los límites meridional y oriental del mar Interior (53) y la costa sur de la isla de Honshu.
En el este. Por la cresta que une Japón y las islas Bonin, Volcano y Ladrones (Mariana), todas ellas incluidas en el mar de Filipinas.
En el sur. Por la línea que une las islas de Guam, Yap, Pelew (Palaos) y las islas Halmahera.
Limits of oceans and seas, pág. 31.

## Geología

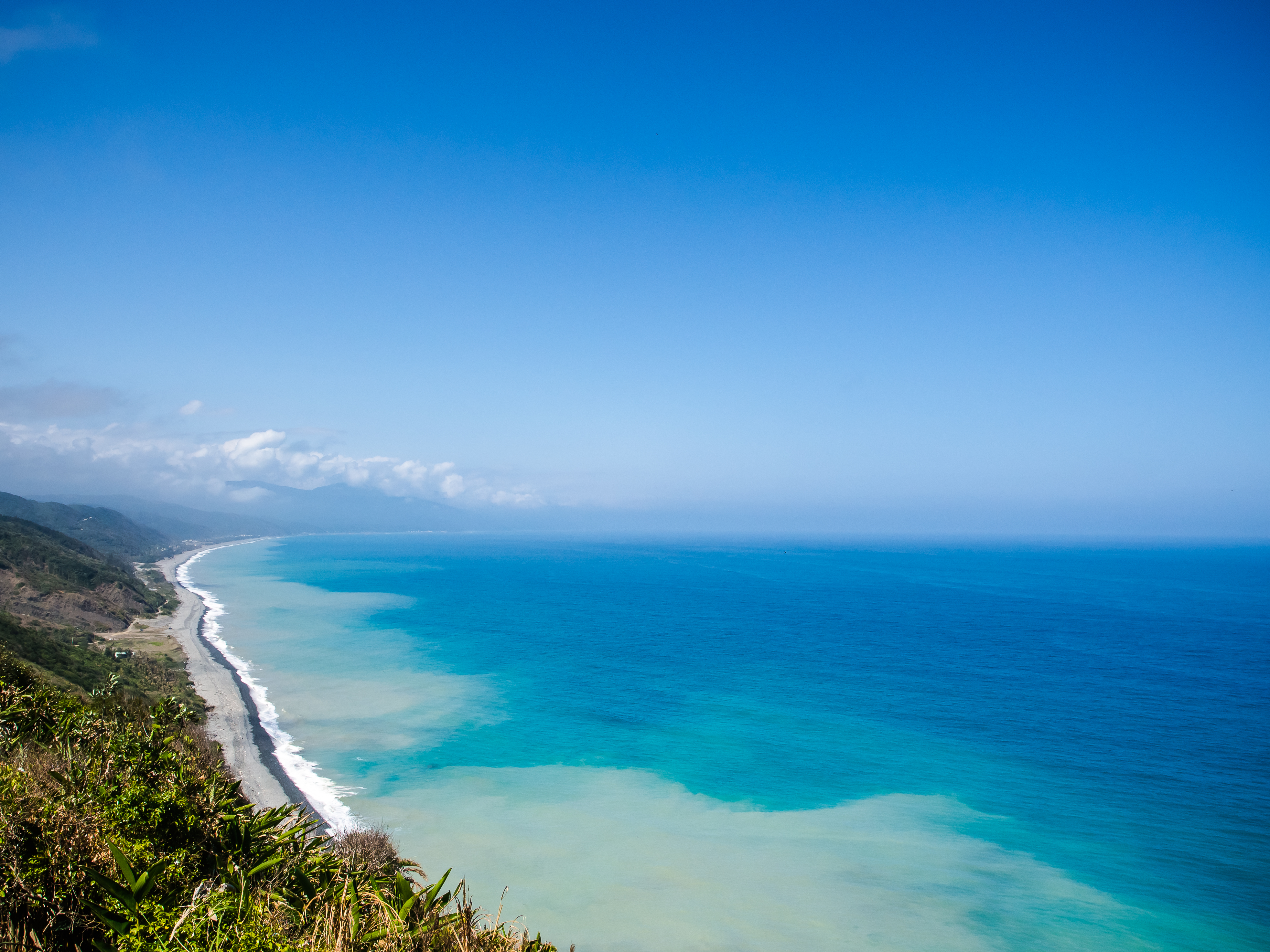
Vista de la playa, la costa rocosa y el Mar de Filipinas en el condado de Pingtung, Taiwán.

La Placa filipina forma el suelo del Mar de Filipinas. Subduce bajo el Cinturón Móvil de Filipinas que lleva la mayor parte del archipiélago filipino y el este de Taiwán. Entre las dos placas se encuentra la Fosa de Filipinas.

## Biodiversidad marina
El Mar de Filipinas tiene un alcance territorial marino de más de 679,800 kilómetros cuadrados (262,500 millas cuadradas), y una zona económica exclusiva (ZEE) de 2.2 millones km2. Atribuido a una extensa variación e integraciones de islas, las Filipinas contienen el mayor número de especies marinas por unidad de área en relación con los países dentro del Archipiélago malayo, y ha sido identificado como el epicentro de la biodiversidad marina. Con su inclusión en el Triángulo de Coral, el Mar de Filipinas alberga más de 3,212 especies de peces, 486 especies de corales, 800 especies de algas marinas y 820 especies de algas bentónicas, donde el Pasaje de la Isla Verde se denomina  "el centro del centro de la biodiversidad de peces marinos". Dentro de su territorio, se han identificado treinta y tres especies endémicas de peces, incluyendo el pez ángel de puntos azules (Chaetodontoplus caeruleopunctatus) y el bagre marino (Arius manillensis). El territorio marino filipino también se ha convertido en un lugar de cría y alimentación para especies marinas en peligro, como el tiburón ballena (Rhincodon typus), el dugongo (Dugong dugon), y el tiburón bocagrande (Megachasma pelagios). Dentro del Mar de la China Meridional, científicos filipinos han descubierto una abundante cantidad de vida marina y especies que también tienen el potencial de ser avances biomédicos para Filipinas.

## Triángulo de coral
El Triángulo de coral (también llamado Triángulo Indo-Malayo) es considerado el centro global de la biodiversidad marina. Su área oceánica total es de aproximadamente 2 millones de kilómetros cuadrados. Abarca las aguas tropicales de Malasia, Indonesia, Filipinas, Timor Oriental, Papúa Nueva Guinea y las Islas Salomón. Las islas Filipinas, que se encuentran en su vértice, constituyen 300,000 kilómetros cuadrados (120,000 millas cuadradas) de este ttriángulo. La parte del área de arrecifes de coral del Triángulo de coral que se encuentra dentro de Filipinas varía de 10,750 kilómetros cuadrados (4,150 millas cuadradas) a 33,500 kilómetros cuadrados (12,900 millas cuadradas). Contiene más de 500 especies de corales escleractinios o corales pétreos, y al menos 12 especies de corales endémicos.
El Triángulo de Coral contiene el 75% de las especies de corales del mundo (alrededor de 600 especies). Es hogar de más de 2000 tipos de peces de arrecife, y seis de las siete especies de tortugas marinas del mundo (la tortuga carey (Eretmochelys imbricata), la tortuga boba ((Caretta caretta)), la tortuga laúd (Dermochelys coriacea), la tortuga verde (Chelonia mydas), la tortuga golfina (Lepidochelys olivacea) y otras tortuga marinas (Chelonioidea). No hay una única explicación causal para la inusualmente alta biodiversidad encontrada en el Triángulo de Coral, pero la mayoría de los investigadores han atribuido esto a factores geológicos como la tectónica de placas.
El Mar de Filipinas proporciona o sostiene los medios de vida de 120 millones de personas, y es una fuente de alimento para las comunidades costeras filipinas y para millones de personas más en todo el mundo. El turismo relacionado con el tiburón ballena en el Triángulo de Coral también proporciona una fuente constante de ingresos para la comunidad circundante. Los recursos marinos en el Triángulo de coral tienen un alto valor económico, no solo en Filipinas, sino en todo el mundo. Los países que rodean el Triángulo de coral trabajan para proporcionar a sus poblaciones asistencia técnica y otros recursos necesarios para promover la conservación, la sostenibilidad, la biodiversidad, la seguridad alimentaria, las fuentes de sustento y el desarrollo económico.
El cambio climático está afectando el ecosistema costero encontrado en el Triángulo de coral. Está contribuyendo al aumento del nivel del mar y a la acidificación de los océanos, poniendo en peligro a los animales marinos como peces y tortugas. Esto tiene un efecto negativo en las fuentes locales de sustento, como la pesca y el turismo. También está calentando las aguas, lo cual pone en peligro a los corales. El agua más cálida causa que los corales absorban más dióxido de carbono. Esto altera el equilibrio del pH del agua, haciéndola ácida, una condición a la que los corales no están adaptados y en la que están mal equipados para sobrevivir.

## Biología
El mar de Filipinas alberga un exótico ecosistema marino. Alrededor de quinientas especies de corales duros y blandos se encuentran en las aguas costeras y el 20 por ciento de las especies de mariscos conocidas en todo el mundo se encuentran en aguas filipinas. Se pueden observar comúnmente tortugas marinas, tiburones, morenas, pulpos y serpientes marinas junto con numerosas especies de peces como el atún. Además, el mar de Filipinas sirve como zona de desove para la anguila japonesa, el atún y diferentes especies de ballenas.

### Biodiversidad

#### Impacto humano
El mar de Filipinas es tanto un centro de biodiversidad marina como un punto de acceso a la biodiversidad. Al menos 418 especies están amenazadas debido a prácticas insostenibles. Según el Banco de Desarrollo de Asia, hay una reducción del 90 % en la vida marina en el área, debido a los diversos procedimientos económicos que se realizan. El mar de Filipinas es el punto terminal de las tuberías de alcantarillado de las ciudades. Los bosques de manglares también se están eliminando por el bien del desarrollo inmobiliario y la producción de madera. Los desechos de mercurio y la escorrentía minera también terminan en el mar de Filipinas. Estas son algunas de las razones por las cuales Filipinas está clasificada como una de las más altas en degradación de arrecifes.

#### Cambio climático
El aumento en el cambio de temperatura causó cambios en los ecosistemas marinos. La temperatura ideal para el coral es de 24-29 grados centígrados. Si la temperatura del agua supera o supera este umbral, el crecimiento del coral se ralentizaría o incluso moriría. Como los peces y otras especies marinas dependen de los corales para su sustento y hábitat, las comunidades que dependen de la pesca también se ven muy afectadas. Como el mar de Filipinas se encuentra dentro del Anillo de Fuego del Pacífico, el daño físico causado por los tifones procedentes del este puede destruir aún más los hábitats marinos.

## Historia

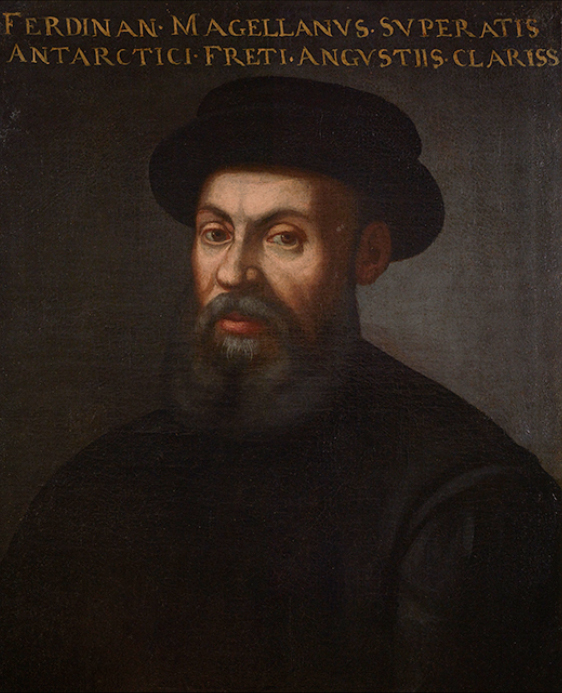
Fernando de Magallanes, explorador portugués al servicio de España, quien llegó a las islas Filipinas

El primer europeo en navegar por el mar de Filipinas fue Fernando de Magallanes en 1521, quien lo llamó mar de Filipinas cuando él y sus hombres estaban en las islas Marianas antes de la exploración de Filipinas. Más tarde fue descubierto por otros exploradores españoles desde 1522 hasta 1565 y el sitio de la famosa ruta comercial del Galeón de Manila. 
Entre el 19 y el 20 de junio de 1944, la batalla del mar de Filipinas (una batalla naval muy grande y decisiva de la Segunda Guerra Mundial entre Japón y los Estados Unidos) tuvo lugar en el este del mar de Filipinas, cerca de las islas Marianas. Los portaaviones Taihō, Shōkaku, Junyō, Hiyō y Ryuho fueron bombardeados, torpedeados y hundidos por aviones estadounidenses con base en portaaviones y asaltados desde otros buques navales. La parte aérea de la batalla del mar de Filipinas recibió el apodo de "Gran lanzamiento de Turquía de las Marianas" debido a las pérdidas masivas de aviones y pilotos japoneses. La batalla facilitó las conquistas aliadas de Saipán, Guam y Tinian en las Marianas, Palaos en el suroeste y, en última instancia, Filipinas.
No fue sino hasta 1989 que el Pentágono reveló la pérdida de la bomba nuclear de un megatón durante el incidente del mar A-4 de Filipinas en 1965.
Tras una escalada de la disputa de las islas Spratly en 2011, varias agencias del gobierno filipino comenzaron a usar el neologismo "mar de Filipinas Occidental" para referirse al mar de la China Meridional. Sin embargo, un portavoz de PAGASA dijo que el mar al este de Filipinas seguirá llamándose Mar de Filipinas.

### Batallas del mar filipino
Artículo principal: Batalla del mar de Filipinas

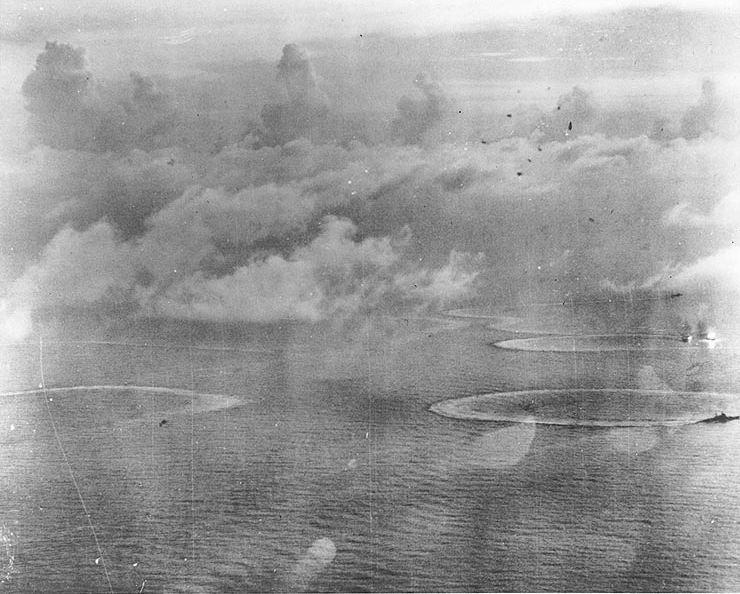
División de transporte japonés tres bajo ataque de la Armada de los Estados Unidos de la Fuerza de Tarea 58 en la batalla del mar de Filipinas, en la tarde del 20 de junio de 1944. El crucero pesado que circula a la derecha es Maya o Chokai. Más allá está el pequeño portaaviones Chiyoda.

Una batalla histórica entre las flotas navales de los Estados Unidos y Japón tuvo lugar en las cercanías del mar de Filipinas. Esto se llamó la batalla del mar de Filipinas, y ocurrió cerca de las islas Marianas del 19 al 20 de junio de 1944. También fue la batalla de transportista a transportista más grande de la historia que contó con la Quinta Flota de los Estados Unidos y la Primera Flota Móvil de la Armada Imperial Japonesa.
Además de la marina, la actividad aérea también estuvo presente en la batalla del mar de Filipinas, ya que cientos de aviones de ambos países se dispararon entre sí. Los estadounidenses ganaron indiscutiblemente y apodaron la guerra aérea como el "Gran lanzamiento de Turquía de las Marianas" debido a la cantidad de aviones japoneses derribados.
Japón luchó por recuperarse de los graves daños de su armada imperial y la fuerza aérea sufrida por la batalla. Esto se atribuyó en gran medida a la victoria de los Estados Unidos en la batalla del mar de Filipinas, que fue una parte vital del reclamo estadounidense de Filipinas y las Islas Marianas de Japón.

### Después de la Segunda Guerra Mundial
En 1989, el Departamento de Defensa de los Estados Unidos reveló la pérdida de una bomba nuclear de un megatón en el mar de Filipinas durante un incidente en el que un avión de la Navy Skyhawk cayó al mar desde el portaaeronaves Ticonderoga en el mar de Filipinas de 1965. 
. Ni el avión ni el piloto ni la bomba fueron recuperados.
Tras una escalada de la disputa sobre las islas Spratly en 2011, varios organismos gubernamentales filipinos comenzaron a utilizar la denominación "mar de Filipinas Occidental" para referirse a partes del mar de China Meridional. Sin embargo, un portavoz de la Administración de Servicios Atmosféricos, Geofísicos y Astronómicos de Filipinas (PAGASA) dijo que el mar al este del archipiélago filipino seguirá llamándose Mar de Filipinas.

## Economía

### Pesca

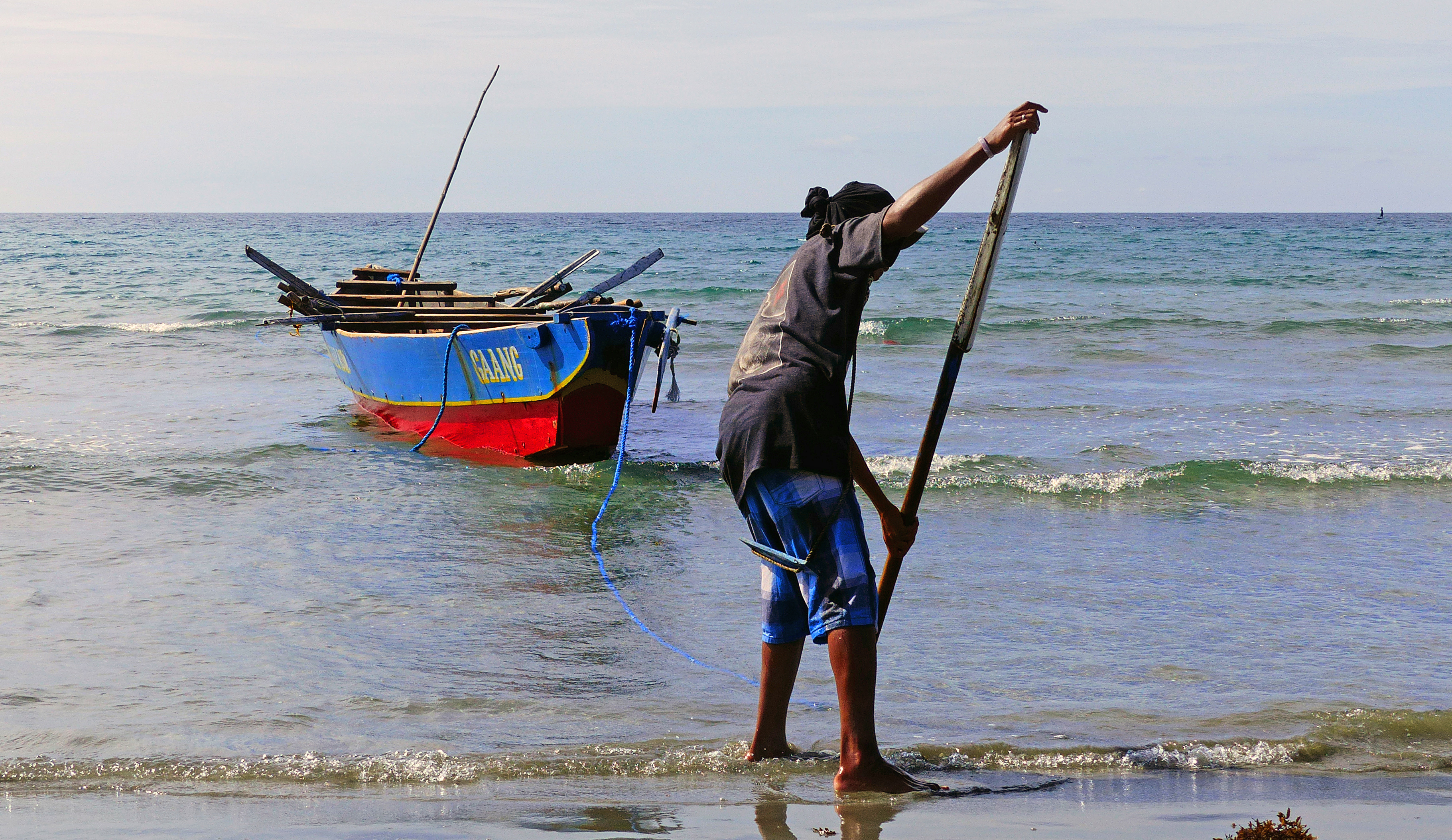
Bote pescador en la costa del municipio de Currimao, en Ilocos.

Filipinas depende del mar de Filipinas para una de sus fuentes de alimentación y medios de vida. En el área del Triángulo de Coral, Filipinas cosecha algas, peces de leche (Chanos chanos), camarones, ostras, mejillones y peces vivos de arrecife como productos de la acuicultura. Los pescadores también capturan la mayoría de los peces como pequeños pelágicos, anchoas, sardinas, caballas y atunes, entre muchas otras especies encontradas.
Una expedición científica reciente descubrió que la meseta Benham (también conocida como la meseta de Filipinas) dentro del mar es diversa en su ecosistema marino y atrae peces comerciales migratorios como el atún, la aguja y la caballa. La meseta Benham también se considera como un rico caladero para pescadores de Aurora, Quezon y Bicol. La Oficina de Pesca y Recursos Acuáticos de Filipinas consideró necesario enseñar a los pescadores la pesca sostenible para evitar la destrucción de las formaciones de coral que podrían afectar negativamente la cadena alimentaria de la que los peces migratorios dependen. Los peces migratorios tienen un valor bastante alto, ya que, por ejemplo, una sola aleta de atún azul que se encuentra en la meseta Benham, se puede vender por un precio de 2000 ₱ en el mercado.